# Eusebio Vélez
Pour les articles homonymes, voir Vélez.
Vélez  Mendizabal est un nom espagnol. Le premier nom de famille, en général paternel, est Vélez ; le second, en général maternel, souvent omis, est Mendizabal.
Eusebio Vélez de Mendizabal, né le 28 mars 1935 à Durana et mort le 16 juin 2020 à Vitoria-Gasteiz, est un coureur cycliste espagnol.

## Biographie
Professionnel durant les années 1960, Eusebio Vélez a notamment remporté une étape du Tour d'Espagne, épreuve où il est monté à deux reprises sur le podium final, en 1966 et 1968.
Le Trophée Eusebio Vélez, course du calendrier amateur basque, est disputé chaque année en son hommage autour de sa commune natale.

## Palmarès
- 1960
  - 3e du championnat d'Espagne des régions
- 1961
  - 1rea étape du Tour du Levant (contre-la-montre par équipes)
  - 1rea étape du Tour d'Espagne (contre-la-montre par équipes)
  - 3e de la Subida al Naranco
- 1962
  -  Champion d'Espagne des régions
  - GP Ayutamiento de Bilbao
  - 2e de la Klasika Primavera
  - 3e du championnat d'Espagne des indépendants
- 1963
  - Klasika Primavera
  - Vuelta a La Reigada
  - Circuito Montañés :
    - Classement général
    - 2e étape

  - 2e du Trofeo General Yagüe
  - 2e de la Vuelta al Baztan
  - 7e du Tour d'Espagne
- 1964
  - 4e étape du Tour du Levant
  - Klasika Primavera
  - 1reb étape du Tour d'Espagne (contre-la-montre)
  - 3eb étape du Tour de France (contre-la-montre par équipes)
  - 2e du Campeonato Vasco-Navarro de Montaña
  - 3e du Tour du Levant
  - 3e de la Semaine catalane
  - 3e de la Subida a Arrate
  - 3e du Trofeo Masferrer
  - 4e du Tour d'Espagne
  - 8e du Critérium du Dauphiné libéré
- 1965
  - Campeonato Vasco-Navarro de Montaña
  - 4e étape de Gran Premio de la Bicicleta Eibarresa
  - 2e du GP Pascuas
  - 3e du Circuit de Getxo
- 1966
  - Gran Premio de la Bicicleta Eibarresa :
    - Classement général
    - 2e étape

  - Subida a Urkiola
  - Vuelta a La Reigada
  - 2e du Tour d'Espagne
  - 2e de la Subida a Arrate
- 1967
  - 10e du Tour d'Italie
- 1968
  - Klasika Primavera
  - 3e de la Semaine catalane
  - 3e de la Subida a Arrate
  - 3e du Tour d'Espagne
- 1969
  - 10e du Tour d'Espagne

## Résultats sur les grands tours

### Tour de France
4 participations :
- 1963 : abandon (10e étape)
- 1964 : abandon (9e étape), vainqueur de la 3eb étape (contre-la-montre par équipes)
- 1965 : abandon (10e étape)
- 1966 : abandon (11e étape)

### Tour d'Espagne
9 participations :
- 1961 : abandon (6e étape), vainqueur de la 1rea étape (contre-la-montre par équipes),  maillot jaune pendant 2 jours (dont 2 demi-étapes)
- 1962 : 11e
- 1963 : 7e
- 1964 : 4e, vainqueur de la 1reb étape (contre-la-montre),  maillot jaune pendant 1 demi-étape
- 1965 : abandon (5e étape)
- 1966 : 2e
- 1967 : 17e
- 1968 : 3e
- 1969 : 10e

### Tour d'Italie
2 participations :
- 1967 : 10e
- 1968 : 11e